# المدرسة العمرية
المدرسة العمرية الكبرى في الصالحية أسسها الشيخ أبي عمر محمد بن أحمد بن قدامة المقدسي المتوفى سنة 607هـ الذي ولد عام 528 هجرية في قرية (جمّاعيل) بنابلس في فلسطين. وكانت تعد أُمَّ النهضة العلمية الرائعة التي قامت في سفح جبل قاسيون شمال غرب دمشق في المنطقة التي عرفت فيما بعد بالصالحية نسبة لصلاح الدين منشئها على أرجح الأقوال.	

## أهمية المدرسة
تقع المدرسة العمرية القديمة في حي الشيخ محيي الدين، وكانت أكبر مدرسة في دمشق في حينه، ونموذج للمدرسة الجامعة. ويمكن من خلالها تصور الحياة العلمية والثقافية في دمشق قبل ثمانية قرون مضت.

## تأسيس المدرسة
رحل الشيخ من قريته سراً عام 551 هـ ـ 1156 م مع ثلاثة من أقاربه باتجاه دمشق هرباً من القتل والتعذيب وقطع الأيدي والأرجل التي تعرض لها أبناء بلدته على يد الفرنسيين، خاصة حاكم إقطاعية جبل نابلس الطاغية الظالم بالبان برزان الفرنسي. وعندما وصلوا إلى دمشق نزلوا في مسجد أبي صالح خارج باب شرقي، ثم لحق بالشيخ وأقاربه خمسة وثلاثون شخصاً بينهم أولاده وبعض أحفاده وأصهاره. وتوالت هجرة آخرين إلى المكان نفسه، وبقوا هناك ما يقارب الثلاث سنوات، غادروه فيما بعد إلى دير في سفح قاسيون على نهر يزيد. وفي هذا المكان المهجور بنوا بعض البيوت القليلة التي زاد عددها باضطراد. جرى بعدئذ حركة عمرانية بهمّة هؤلاء الوافدين. فأقيمت بعض الدور والحوانيت الصغيرة والمدرسة والفرن والمساجد، وعمرت المنطقة بالسكان واتسعت شهرة بني قدامة، وسمي هؤلاء القوم بالصالحين (واسم الصالحية نسبة إليهم)، وكان الشيخ ابن قدامة صالحاً وإنسانياً وأصبح من أعلام دمشق والعالم الإسلامي في عصره. توفي في الصالحية عام 607 هـ، عن 79 عاماً، ودُفن في قاسيون.
كان السلطان نور الدين يزور الصالحية وأهلها ويلتقي الشيخ أحمد في المدرسة الصغيرة على نهر يزيد المجاورة للدير والفرن. ويمكن القول إن الأساس الأول للمدرسة العمرية قد وُضع في عهد نور الدين عام 555هـ، قبل وفاة الشيخ أحمد الذي كان له دور هام وكبير ومبادر في تأسيس المدرسة، وكان موقعها على نهر يزيد، فوجد أبو عمر أن المكان مناسب، فبنى المدرسة وعشر غرف للفقراء، ووضع تحتها مصنع الماء، وبنى الطبقتين الأخرى ين من الجهة الشمالية فوق هذه الغرف العشر.
كانت المدرسة العمرية تنشر شتى أنواع العلوم وتقدم لساكنيها الوافدين إليها المساعدة الممكنة، مما ساعد الصالحية على الوقوف بوجه تيمورلنك إذ قدمت الصالحية من أبنائها ما يقارب 10 آلاف شهيد يصدّونه عن غزو دمشق وتخريبها.

## توسيع المدرسة
وحاول الشيخ المرادي قاضي القضاة توسيع المدرسة بعد أن ضاقت بأهلها، فبنى لصيقها من الشرق مدرسة على هيئة العمرية فاتصلت المدرستان، وكانت هذه الزيادة الأولى. كما تمت زيادات أخرى وأصبحت المدرسة مؤلفة من ثلاث طبقات و360 حجرة مع مرافقها، وهذا ما جعلها أكبر مدرسة في دمشق إن لم يكن في بلاد الشام.

## شهرة المدرسة
تميزت المدرسة العمرية في حينه بتطور بارز تخرّج الفقهاء والقرّاء والمحدثين. وضمّت غرفها ما يقارب ثلاثمئة وستين ألف طالب في وقت واحد، وكانت أشبه بجامعة تضم عدة كليات لمختلف الطلاب والفئات وكل المستويات، وكان طلابها يأكلون وينامون فيها، يوزع عليهم كل يوم ألف رغيف ويُطبخ للجميع، وتقدم لهم الفاكهة والحلوى. ومعهم جيش من الموظفين لهم رواتب وسجلات، وللطلاب سجلات وتفقد، وكان لمسؤوليها مدير جامع في هذه الأيام.
كان للعمرية سمعة عالية عند الحكام حتى إنه إذا دخل إليها غريم لا يحق للحكام تعقبه، وإن جاء في نهرها ميت يُدفن دون مراجعتهم.

## مكتب العمرية ومصيرها
كانت مكتبة العمرية والضيائية من أعظم مكتبات مدارس دمشق على الإطلاق، وفيها عدد من الخزائن المليئة بنفائس الكتب. وعندما انحلّت الضيائية نقلت كمية من كتبها إلى العمرية ثم بدأت الكتب تتسرب من المدرسة.
فقد ذكر أن جماعة جاؤوا إلى دمشق سنة 1250هـ، وقدموا لناظر العمرية مالاً على سبيل الرشوة، فساعدهم على سرقة أربعة أحمال من الجمال من كتب المدرسة نقلوها ليلاً. فصادر نصفها لنفسه وذهب الآخرون بالباقي، مما حدا بالوالي العثماني مدحت باشا إلى الأمر بجمع ما تبقى من كتبها ونقلها إلى (المدرسة الظاهرية). وعندما سمع ناظر المدرسة بذلك انتقى أحسن كتبها ونقلها إلى داره. فقدمت اللجنة فلم تجد رجلاً واحداً يحمل الكتب حتى استعانوا بدواب القمامة ونقلوا 600 مجلد خطي ومجموعة كبيرة من (الدشت).
وقد بدأ أمر المدرسة بالانحطاط مع نهاية عصر المماليك، وعندما انتقلت نظارتها إلى بني زريق الذين عاثوا فيها فساداً، وناصر زريق أحدهم كان ناقص العقل فاسد النية والبنية. فباع كثيراً من أوقافها وحاول إعلاقها.

## المدرسة أثناء الحكم العثماني
وعندما جاء الحكم العثماني، تراجعت أحوال البلاد عامة. واختُلست معظم أراضي المدرسة.
ويذكر أن قاضي دمشق عبد المحسن الأسطواني كلف لجنة عام 1910 الطواف على مدارس دمشق ووصف حالها وما فيها من طلاب، وما تحتاج إليه من إصلاح وترميم. فذكرت اللجنة في التعريف بالمدرسة العمرية أن فيها 110 غرف والحجرات المأهولة بالطلبة خمس، وفيها عشرون طالباً. وباقي الغرف بيد الفقراء وحجراتها قديمة وضيقة، ولم يبق من بناء المدرسة اليوم إلا غرف الطابق الأرضي وهي غير صالحة.
وقد جرت محاولات لإصلاحها وترميمها، بدأها إيكوشار عام 1942، ثم فخري البارودي الذي جمع مبلغاً من المال (6500 ل.س)، رمَّم 22 غرفة من هذه المدرسة لسكن الأحداث والمشردين. وتبين أن قسماً كبيراً من هذه المدرسة قد أزيل بفتح شارع واسع في جبهتها القبلية، وقسماً آخر من جهة الشمال، ضُمّ إلى دور السكن المجاورة، وآخر سطا على الحديقة في غربها والدير في شرقها، ولم يبقَ من المدرسة غير جدارها القبلي الحجري وآخر بني في غربها وشرقها والطابق الأرضي ذهب به الشارع الجديد.

## أحياء دور المدرسة
يطالب أهالي حي المهاجرين والصالحية وركن الدين منذ سنوات بجعل هذه المدرسة بعد إصلاحها مركزاً ثقافياً للحي الذي يتسم بكثافة سكانية عالية، وبحاجة ماسة إلى مركز ثقافي يساعد على رفع الوعي في أوساط الشباب والأطفال والنساء، غير أن هذه المحاولة لم تلاق تجاوباً من المسؤولين.
وفي عام 2008 جرت محاولة جديدة من قبل أهالي وسكان الحي بمناسبة إعلان دمشق عاصمة للثقافة العربية، فتقدموا بعرائض حملت مئات التواقيع تطالب الأمانة العامة بالتدخل لفتح مركز ثقافي للحي، وحددوا المدرسة العمرية مكاناً مناسباً لذلك بعد إصلاحها وترميمها.

## احتفالية دمشق عاصمة للثقافة العربية
قامت الأمينة العامة لاحتفالية دمشق عاصمة الثقافة العربية د. حنان قصاب حسن بزيارة المدرسة بتاريخ، بمرافقة وفد من أهالي الحي وسكانه، واطلعت على معالمها وما تبقى من بنائها الذي يكاد أن يتهدم والتعديات الحاصلة على محيط المدرسة والحديقة التي أصبحت أشبه بمستودع للقمامة. كما زارت برفقة الوفد بعض الأبنية القديمة المجاورة التي يمكن أن تكون صالحة لمركز ثقافي أو مكتبة عامة للأطفال تساعد على نشر العلم والثقافة.